# آی‌تریپل‌ئی ۸۰۲٫۱۱ای‌سی
آی‌تریپل‌ئی ۸۰۲.۱۱ای‌سی  (IEEE 802.11ac) یک استاندارد از ۸۰۲٫۱۱ مربوط به شبکه‌بندی بی‌سیم رایانه می‌باشد که در سال 2013 منتشر شده و  مقدار گذردهی بسیار بالا در شبکه‌های محلی بیسیم در باند فرکانسی ۵ گیگاهرتز را فراهم می‌آورد.
تفاوت این پروتکل با نسل قبلیش (IEEE 802.11n) عبارت است از:
1. پهنای باند حداقل دو برابر شده به صورتی‌که در نوع n پهنای باند چهل مگاهرتز بود و در ac حداقل 80 مگاهرتز
2. پشتیبانی از هشت spatial stream که دو برابر نوع n بوده که در نتیجه ارتقای عملکرد سرویس MIMOمایمو را به همراه خواهد داشت.
3. امکان استفاده هم‌زمان تا چهار لینک در جهت DOWN برای سرویس گیرنده ها
4. امکان استفاده چند سرویس گیرنده از یک آنتن یا بیشتر جهت ارسال و دریافت دیتاهای مستقل به صورت همزمان
5. استفاده از مدولاسیون SDMA و در نتیجه امکان استفاده از سرویس MIMO بدون تغییر فرکانس
6. استفاده از مدولاسیون کیوآام-256 که در مقایسه با نوع n باعث افزایش سرعت می‌شود.
7. استفاده از باند ارتباطی جدید 5 گیگاهرتزی و کاهش تداخل فرکانسی با سایر تجهیزات بی‌سیم
8. امکان استفاده از قابلیت شکل‌دهی پرتو و شناسایی مکان دستگاه‌های متصل و ارسال هوشمند سیگنال با قدرت بیشتر به سمت آن ها
9. نفوذ پذیری کمتر امواج در موانعی مانند دیوار به دلیل استفاده از طول موج کمتر و به تبع آن کاهش ناحیه مورد پوشش در ساختمان‌ها